# Ischnocolus jickelii
Ischnocolus jickelii là một loài nhện trong họ Theraphosidae.
Loài này thuộc chi Ischnocolus. Ischnocolus jickelii được Ludwig Carl Christian Koch miêu tả năm 1875.